# Helsingin Jalkapalloklubi
Helsingin Jalkapalloklubi, mezinárodně známý jako HJK Helsinki, je finský profesionální fotbalový klub finské Veikkausliigy, sídlící ve městě Helsinky.
HJK je nejúspěšnější finský fotbalový klub s celkem 32 mistrovskými tituly. Klub, který byl založen v roce 1907, hraje na stadionu Sonera Stadium.

## Známí hráči
- Jari Rantanen